# دی‌ای‌او (سازمان)
سازمان دی‌اِی‌او (انگلیسی: The DAO) یک سازمان نامتمرکز اینترنتی بود که برای فعالیت‌های تبلیغاتی، انتفاعی و صندوق ذخیره ارزی سرمایه‌گذاری می‌کرد. این سازمان فاقد هیئت مدیره و ساختار مدیریت متعارف بود.

## تاریخچه
کد کامپیوتری پشتیبان سازمان به وسیله کریستوف جنتچس نوشته شده‌است و به‌طور عمومی در گیت هاب منتشر شده‌است. سیمون جنچچ، برادر کریستف یانچچ، نیز در این سرمایه‌گذاری شریک بود.
DAO در ۳۰ آوریل ۲۰۱۶ در ساعت 01:42:58 AM +UTC در بلوک ۱۴۲۸۷۵۷ اتریوم، با یک وب سایت و یک مهلت ۲۸ روزه برای جمع‌آوری سرمایه سازمان توسط سرمایه‌گذاری جمعی، راه اندازی شد. در عرضه اولیه سکه بیش از ۳۴ میلیون دلار آمریکا تا ۱۰ مه ۲۰۱۶، جمع شد و بیش از ۵۰ میلیون دلار آمریکا ارزش اتر (ETH) – ارزش دیجیتالی شبکه اتریوم — تا ۱۲ مه و بیش از ۱۰۰ میلیون دلار آمریکا تا ۱۵ مه 2016. بزرگترین سرمایه‌گذار در DAO، کمتر از ۴ درصد از کل ارزهای DAO را داشت و ۱۰۰ سرمایه‌گذار برتر بیش از ۴۶ درصد از کل ارز DAO را داشتند. ارزش سرمایه اتر، از تاریخ ۲۱ مه ۲۰۱۶ بیش از۱۵۰ میلیون دلار است، از ۱۱٬۰۰۰ سرمایه‌گذار.
تا ماه مه ۲۰۱۶، DAO نزدیک به ۱۴ درصد از کل ارزهای (اسکناس یا پول معتبر) تا آن زمان را جذب کرده بود.
از تاریخ ۲۸ می ۲۰۱۶، ارزهای DAO، در بورس ارزهای دیجیتالی متنوعی قابل تجارت بود.[۲۲]
در ماه مه سال ۲۰۱۶ یک مقاله منتشر شد، که در آن تعدادی زیادی از آسیب‌پذیری‌های امنیتی که با DAO مرتبط بود را ذکر کرد و پیشنهاد کرد که سرمایه‌گذاران DAO از هدایت کردن DAO برای سرمایه‌گذاری در پروژه‌ها تا زمانی که مشکل‌ها حل بشود، متوقف دست نگه دارند. اوایل ماه ژوئن یک از توسعه دهندگان اتریوم در گیت هاب به نقض مربوط به تماس‌های بازگشتی اشاره کرد که توسط پیتر ویسنز، بنیان‌گذار بنیاد بلاک چین در تاریخ ۹ ژوئن جمع‌آوری و در وبلاگ نوشته شده بود؛ و در ۱۴ ژوئن، اصلاح و پیشنهاد شده بود و در منتظر تأیید توسط اعضای DAO بود. در ۱۶ ژوئن، توجه بیشتری به آسیب‌پذیری تماس بازگشتی اعلام کردند توسط وبلاگ نویسان وابسته به IC3 شده بود.
در ۱۷ ژوئن ۲۰۱۶، DAO تحت حمله قرار گرفت که ترکیبی از آسیب‌پذیری‌ها را شامل می‌شد، از جمله مربوط به تماس‌های بازگشتی، و آن کاربر کنترل ۳٫۶ میلیون اتر را به دست آورد که حدود یک سوم از ۱۱٫۵ میلیون اتری بود که به DAO سپرده شده بود. اتر تحت تأثیر واقع شده و آسیب دیده ارزشی حدود ۵۰ میلیون دلار در زمان حمله حدود داشت. این سرمایه در یک اکانت با موضوع یک دوره نگهداری ۲۸ روزه تحت شرایط قرارداد اتریوم گذاشته شد، بنابراین در واقع از بین رفته بود؛ اعضای DAO و جامعه اتریوم دربارهٔ آنچه که بعداً انجام می‌دهند بحث می‌کردند، بعضی از آن‌ها حمله را یک مانور معتبر اما غیراخلاقی می‌دانستند، بعضی دیگر خواستار دوباره اتر بودند، و برخی دیگر خواستار تعطیلی و توقفDAO بودند. در نهایت شبکه Ethereum سخت بود که مالیات را در DAO به یک آدرس بازیابی جابجا کند تا بتواند توسط صاحبان اصلی آن‌ها به Ethereum مبادله شود. با این حال، مخالفان به چنگال سخت ادامه دادند که از بلاک چین اتریوم استفاده شود که اکنون اتریوم کلاسیک نامیده می‌شود.
در سپتامبر ۲۰۱۶ پولونیکس DAO را از جفت‌های تجارت حذف کرد و در دسامبر ۲۰۱۶ کراکن هم ارز DAO را حذف کرد.

## عملکرد
DAO یک سازمان متمرکز غیر مستقل
بود که به عنوان مجموعه ای از قراردادها میان افرادی که در اتریوم بلاک چین; مستقر بودند وجود داشت DAO نه آدرس فیزیکی نداشت، و نه افرادی در نقش‌های مدیریت رسمی. نظریه اصلی DAO این بود که با قدرت محول شده را از مدیران بگیرد و مستقیمأ آن را در دستان صاحبان قرار دهد. DAO توانایی هدایت کنندگان و مدیران سرمایه را گرفت تا سرمایه سرمایه داران به هدر نرود و گمراه نشود.
به عنوان یک سازمان فعال در بلاک چین، DAO ادعا کرد که کاملاً شفاف است: همه چیز توسط کد انجام شده‌است، که هر کسی می‌تواند ببیند و رسیدگی کند. به هر حال، پیچیدگی پایه کد و گسترش سریع DAO به این معنی بود که رفتار در نظر گرفته شده از سازمان و رفتار واقعی آن به شیوه‌های جدی متفاوت بود که تا آن زمان بعد از شفاف نبود.
DAO به عنوان مرکزی که بودجه را بین پروژه‌ها تقسیم می‌کند (در حال حاضر اتر ارزش ارز اتریوم سرمایه‌گذاران با استفاده از عرضه دیجیتالی ارزها حق رأی را به دست آوردند؛ آن‌ها بر اساس پیشنهادها ارائه شده توسط پیمانکاران و گروهی از داوطلبان که «مدیران» نامیده می‌شوند، هویت افرادی که پیشنهادها توسط آن‌ها ارائه می‌شود را چک می‌کرد و از قانونی بودن پروژه‌ها قبل از «سفید کردن» آن‌ها مطمئن می‌ساخت. سود حاصل از سرمایه‌گذاری پس از آن به ذینفعان خود بازمی‌گردد.
علاوه بر این، برای کارکردن در دنیای واقعی، پیمانکاران احتمالاً نیاز به تبدیل اتر سرمایه‌گذاری شده به ارزهای دنیای واقعی را دارند. در ماه مه سال ۲۰۱۶، وکیل انتوری Hinkes گفت که فروش اتر به احتمال زیاد ارزش اتر را کاهش خواهد داد.
کد پشت DAO دارای چندین ضمانت است که هدف آن جلوگیری از سازندگان آن یا هرکسی است که از لحاظ مکانیکی رأی‌گیری از سهامداران برای برنده شدن در سرمایه‌گذاری را بازی کند. با این وجود، این نمی‌تواند پیش‌بینی‌های سودآوری جعلی را جلوگیری کند و علاوه بر آن یک مقاله به تعدادی از آسیب‌پذیری‌های امنیتی اشاره می‌کند.

## پیشنهادها و طرح‌ها
Slock.it (یک شرکت آلمانی IOT) و Mobotiq (یک استارت آپ ماشین‌های برقی فرانسوی) به عنوان سرمایه‌گذاری بالقوه در وب سایت daohub.org در خلال دوره «خلق» ثبت نام شده‌اند. هر دو برادر جنتچس نیز در Slock.it شرکت می‌کنند .

## قوانین و مقررات
در تاریخ ۲۵ ژوئیه ۲۰۱۷، کمیسیون اوراق بهادار و بورس ایالات متحده یک گزارش بر عرضه اولیه سکه (ICO) و DAO، برای بررسی اینکه آیا DAO و اشخاص مرتبط با آن، و افراد با قوانین اوراق بهادار فدرال با پیشنهادها ثبت نشده و فروش ارزها DAO در برابر اتر، یک ارز مجازی است. SEC بر این عقیده بود که ارزهای DAO که در بلاک چین اتریوم فروخته می‌شد معابر و قانونی بوده و بنابراین ممکن است قوانین اوراق بهادار ایالات متحده را نقض کند .